# Glyphognathus nitidus
Glyphognathus nitidus är en stekelart som först beskrevs av Vittorio Luigi Delucchi 1955.  Glyphognathus nitidus ingår i släktet Glyphognathus och familjen puppglanssteklar. Inga underarter finns listade i Catalogue of Life.